# Astrid Rudebeck
Carin Helen Astrid Rudebeck, född von Platen 31 maj 1893 i Göteborg, död 30 oktober 1982 i Storkyrkoförsamlingen, Stockholms län, var en svensk hovfunktionär och lottachef.

## Biografi
Astrid Rudebeck var dotter till hovstallmästare friherre Carl Gustaf von Platen och Olga Wijk. Astrid Rudebeck blev styrelseordförande för Kronprinsessan Lovisas barnsjukhus 1935, chef för Stockholms armélottakår 1936 och ordförande för Stockholms Lottaförbund 1941–1956. Hon blev tjänstgörande överhovmästarinna och chef för drottning Louises hovstat 1956. Efter drottningens död 1965 överfördes Astrid Rudebeck till Gustaf VI Adolfs hovstat samt efter hans bortgång 1973 till de icke tjänstgörande hovstaterna. Hon var gift med förste hovmarskalken och överstekammarherren Nils Rudebeck.

## Utmärkelser
- Konung Gustaf V:s jubileumsminnestecken med anledning av 90-årsdagen (1948)
- Konung Gustav VI Adolfs minnesmedalj (1967)
- Kommendör av första klass av Nordstjärneorden (6 juni 1956)
- Kommendör med stora korset av Nordstjärneorden (6 juni 1958)
- Storkors av Finlands Vita Ros’ orden
- Storkors av iranska Lejon- och solorden
- Storkors av nederländska Oranienhusorden
- Storkors av norska Sankt Olavs orden
- Storkors av Storbritanniska Victoriaorden
- Storkors av thailändska Vita elefantens orden
- Japanska Heliga kronans orden 4:e klass
- Finska Frihetskorsets orden 4:e klass för medborgerliga förtjänster